# 김준호 (2002년)
김준호(金俊鎬, 2002년 12월 11일 ~ )는 대한민국의 축구 선수로, 포지션은 중앙 미드필더, 공격형 미드필더이며 현재 포항 스틸러스에서 김천 상무로 군 복무 하고있다.

## 가족 관계
아버지 : 김기동